# Jarmila Gajdošová
Jarmila Gajdošová, née le 26 avril 1987 à Bratislava (alors en Tchécoslovaquie), est une joueuse de tennis slovaque puis australienne, professionnelle de 2005 à 2016.
Elle épouse en février 2009 le joueur australien Samuel Groth et utilise son nom marital, Jarmila Groth, jusqu'en avril 2011, date de leur rupture. Fin 2009, elle obtient la nationalité australienne et est autorisée à jouer pour l'Australie dès 2010. En 2015, elle épouse Adam Wolfe et joue sous le nom de Jarmila Wolfe.
Chez les juniors, Jarmila Gajdošová atteint les demi-finales de Wimbledon (2003) et de l'Open d'Australie (2004), tant en simple qu'en double filles.
Chez les seniors, elle obtient son meilleur résultat en Grand Chelem en 2010 à Roland-Garros : ayant bénéficié d'une invitation des organisateurs, elle se hisse en huitièmes de finale, où elle est battue par Yaroslava Shvedova. Directement qualifiée dans le grand tableau, elle réédite cette performance un mois plus tard à Wimbledon, éliminée par la tenante du titre Venus Williams. Favorite de l'épreuve, elle remporte en septembre son premier titre en simple sur le circuit WTA, à Canton, après un parcours sans faute où elle ne concède pas un seul set.
En janvier 2011, elle décroche son second titre, à Hobart, où elle bat en deux manches Bethanie Mattek-Sands en finale.
En janvier 2017, elle décide de prendre sa retraite à la suite de nombreuses blessures.

## Palmarès

### Titres en simple dames
| No | Date       | Nom et lieu du tournoi                | Catégorie | Dotation  | Surface    | Finaliste             | Score    |          |
| -- | ---------- | ------------------------------------- | --------- | --------- | ---------- | --------------------- | -------- | -------- |
| 1  | 13-09-2010 | International Women’s Open, Guangzhou | Intern'l  | 220 000 $ | Dur (ext.) | Alla Kudryavtseva     | 6-1, 6-4 | Parcours |
| 2  | 10-01-2011 | Moorilla International, Hobart        | Intern'l  | 220 000 $ | Dur (ext.) | Bethanie Mattek-Sands | 6-4, 6-3 | Parcours |

### Finale en simple dames
Aucune

### Titre en double dames
| No | Date       | Nom et lieu du tournoi      | Catégorie | Dotation  | Surface    | Partenaire    | Finalistes       | Score         |          |
| -- | ---------- | --------------------------- | --------- | --------- | ---------- | ------------- | ---------------- | ------------- | -------- |
| 1  | 08-08-2006 | Nordic Light Open Stockholm | Tier IV   | 145 000 $ | Dur (ext.) | Eva Birnerová | Yan Zi Zheng Jie | 0-6, 6-4, 6-2 | Parcours |

### Finales en double dames
| No | Date       | Nom et lieu du tournoi                 | Catégorie | Dotation  | Surface      | Vainqueures                     | Partenaire       | Score             |          |
| -- | ---------- | -------------------------------------- | --------- | --------- | ------------ | ------------------------------- | ---------------- | ----------------- | -------- |
| 1  | 19-02-2007 | M. Keegan & Cellular South Cup Memphis | Tier III  | 175 000 $ | Dur (int.)   | Nicole Pratt Bryanne Stewart    | Akiko Morigami   | 7-5, 4-6, [10-5]  | Parcours |
| 2  | 11-07-2011 | Nürnberger Gastein Ladies Bad Gastein  | Intern'l  | 220 000 $ | Terre (ext.) | Eva Birnerová Lucie Hradecká    | Julia Görges     | 4-6, 6-2, [12-10] | Parcours |
| 3  | 09-07-2012 | Bank of the West Classic Stanford      | Premier   | 740 000 $ | Dur (ext.)   | Marina Erakovic Heather Watson  | Vania King       | 7-5, 7-67         | Parcours |
| 4  | 17-09-2012 | Int'l Women's Open Guangzhou           | Intern'l  | 220 000 $ | Dur (ext.)   | Tamarine Tanasugarn Zhang Shuai | Monica Niculescu | 2-6, 6-2, [10-8]  | Parcours |
| 5  | 10-01-2016 | Hobart International Hobart            | Intern'l  | 250 000 $ | Dur (ext.)   | Han Xinyun Christina McHale     | Kimberly Birrell | 6-3, 6-0          | Parcours |

### Titre en double mixte
| No | Date       | Nom et lieu du tournoi    | Catégorie | Dotation     | Surface    | Partenaire    | Finalistes                      | Score    |          |
| -- | ---------- | ------------------------- | --------- | ------------ | ---------- | ------------- | ------------------------------- | -------- | -------- |
| 1  | 14-01-2013 | Australian Open Melbourne | G. Chelem | 13 712 772 $ | Dur (ext.) | Matthew Ebden | Lucie Hradecká František Čermák | 6-3, 7-5 | Parcours |

## Parcours en Grand Chelem

### En simple dames
| Année | Open d'Australie                                      | Open d'Australie                                   | Internationaux de France                            | Internationaux de France                         | Wimbledon                                           | Wimbledon                                              | US Open                                         | US Open         |
| ----- | ----------------------------------------------------- | -------------------------------------------------- | --------------------------------------------------- | ------------------------------------------------ | --------------------------------------------------- | ------------------------------------------------------ | ----------------------------------------------- | --------------- |
| 2003  | —                                                     | —                                                  | —                                                   | —                                                | —                                                   | —                                                      | Q3 \|\| style="text-align:left" \| Anikó Kapros |                 |
| 2004  | Q2 \|\| style="text-align:left" \| Angelika Bachmann  | Q1 \|\| style="text-align:left" \| Sanda Mamić     | Q3 \|\| style="text-align:left" \| Jennifer Hopkins | Q1 \|\| style="text-align:left" \| Tzipi Obziler |                                                     |                                                        |                                                 |                 |
| 2005  | Q1 \|\| style="text-align:left" \| Olivia Lukaszewicz | Q2 \|\| style="text-align:left" \| Sofia Arvidsson | —                                                   | —                                                | Q1 \|\| style="text-align:left" \| Tatiana Panova   |                                                        |                                                 |                 |
| 2006  | 1er tour (1/64)                                       | Martina Müller                                     | 2e tour (1/32)                                      | Patty Schnyder                                   | 1er tour (1/64)                                     | Nicole Pratt                                           | 3e tour (1/16)                                  | Dinara Safina   |
| 2007  | 1er tour (1/64)                                       | Milagros Sequera                                   | 1er tour (1/64)                                     | Andrea Petkovic                                  | 2e tour (1/32)                                      | Jelena Janković                                        | 1er tour (1/64)                                 | Jelena Janković |
| 2008  | 1er tour (1/64)                                       | Serena Williams                                    | 1er tour (1/64)                                     | Olivia Sanchez                                   | Q3 \|\| style="text-align:left" \| Barbora Strýcová | Q2 \|\| style="text-align:left" \| Anna Lapushchenkova |                                                 |                 |
| 2009  | 1er tour (1/64)                                       | Virginie Razzano                                   | 3e tour (1/16)                                      | Jelena Janković                                  | 2e tour (1/32)                                      | Serena Williams                                        | 1er tour (1/64)                                 | Peng Shuai      |
| 2010  | 1er tour (1/64)                                       | Sofia Arvidsson                                    | 4e tour (1/8)                                       | Yaroslava Shvedova                               | 4e tour (1/8)                                       | Venus Williams                                         | 1er tour (1/64)                                 | Maria Sharapova |
| 2011  | 1er tour (1/64)                                       | Yanina Wickmayer                                   | 3e tour (1/16)                                      | Andrea Petkovic                                  | 3e tour (1/16)                                      | Caroline Wozniacki                                     | 2e tour (1/32)                                  | Vania King      |
| 2012  | 1er tour (1/64)                                       | Maria Kirilenko                                    | 2e tour (1/32)                                      | Caroline Wozniacki                               | 1er tour (1/64)                                     | Ayumi Morita                                           | 1er tour (1/64)                                 | Nadia Petrova   |
| 2013  | 1er tour (1/64)                                       | Yanina Wickmayer                                   | —                                                   | —                                                | —                                                   | —                                                      | —                                               | —               |
| 2014  | 1er tour (1/64)                                       | Angelique Kerber                                   | Q2 \|\| style="text-align:left" \| Vesna Dolonc     | 2e tour (1/32)                                   | M. L. de Brito                                      | 1er tour (1/64)                                        | Madison Keys                                    |                 |
| 2015  | 2e tour (1/32)                                        | Simona Halep                                       | 1er tour (1/64)                                     | Amandine Hesse                                   | 1er tour (1/64)                                     | Sabine Lisicki                                         | 1er tour (1/64)                                 | Flavia Pennetta |
| 2016  | 1er tour (1/64)                                       | Anastasija Sevastova                               | —                                                   | —                                                | —                                                   | —                                                      | —                                               | —               |

à droite du résultat, l’ultime adversaire.

### En double dames
| Année | Open d'Australie              | Open d'Australie         | Internationaux de France       | Internationaux de France    | Wimbledon                    | Wimbledon                  | US Open                        | US Open                    |
| ----- | ----------------------------- | ------------------------ | ------------------------------ | --------------------------- | ---------------------------- | -------------------------- | ------------------------------ | -------------------------- |
| 2006  | -                             | -                        | -                              | -                           | 3e tour (1/8) A. Harkleroad  | Y. Fedak T. Perebiynis     | 1er tour (1/32) B. Stewart     | D. Safina K. Srebotnik     |
| 2007  | 2e tour (1/16) B. Stewart     | M.E. Camerin G. Dulko    | 3e tour (1/8) A. Morigami      | Chan J.-j. Chuang C.-j.     | 2e tour (1/16) A. Morigami   | J. Husárová M. Shaughnessy | 2e tour (1/16) B. Stewart      | B. Mattek S. Mirza         |
| 2008  | 1er tour (1/32) B. Stewart    | K. Srebotnik A. Sugiyama | -                              | -                           | -                            | -                          | -                              | -                          |
| 2009  | 1er tour (1/32) K. Kanepi     | S. Stosur R. Stubbs      | 1er tour (1/32) R. Voráčová    | O. Savchuk Sun T.           | 1er tour (1/32) R. Voráčová  | G. Dulko S. Peer           | 1er tour (1/32) J. Husárová    | E. Gallovits M. Rybáriková |
| 2010  | 1er tour (1/32) O. Rogowska   | J. Coin M.E. Pelletier   | -                              | -                           | -                            | -                          | 2e tour (1/16) K. Zakopalová   | V. King Y. Shvedova        |
| 2011  | 2e tour (1/16) K. Zakopalová  | J. Görges L. Raymond     | 2e tour (1/16) K. Zakopalová   | Chan Y.-j. M. Niculescu     | 2e tour (1/16) K. Zakopalová | K. Peschke K. Srebotnik    | 3e tour (1/8) B. Mattek        | L. Huber L. Raymond        |
| 2012  | 3e tour (1/8) B. Mattek       | S. Mirza E. Vesnina      | 1/4 de finale An. Rodionova    | N. Llagostera M.J. Martínez | -                            | -                          | 2e tour (1/16) A. Rosolska     | L. Huber L. Raymond        |
| 2013  | 1er tour (1/32) K. Zakopalová | Hsieh S.-w. Peng S.      | -                              | -                           | -                            | -                          | -                              | -                          |
| 2014  | 1/4 de finale A. Tomljanović  | K. Peschke K. Srebotnik  | 2e tour (1/16) J. Husárová     | K. Mladenovic F. Pennetta   | 2e tour (1/16) Ar. Rodionova | A. Petkovic M. Rybáriková  | 3e tour (1/8) A. Tomljanović   | M. Hingis F. Pennetta      |
| 2015  | 2e tour (1/16) A. Tomljanović | M. Krajicek B. Strýcová  | 1er tour (1/32) A. Tomljanović | Ka. Plíšková Kr. Plíšková   | 3e tour (1/8) A. Tomljanović | B. Mattek L. Šafářová      | 1er tour (1/32) A. Tomljanović | A. Muhammad M. Sanchez     |

sous le résultat, la partenaire ; à droite, l’ultime équipe adverse.

### En double mixte
| Année | Open d'Australie            | Open d'Australie       | Internationaux de France  | Internationaux de France | Wimbledon                 | Wimbledon               | US Open                 | US Open             |
| ----- | --------------------------- | ---------------------- | ------------------------- | ------------------------ | ------------------------- | ----------------------- | ----------------------- | ------------------- |
| 2008  | 1er tour (1/16) Sam Groth   | Chan C.-j. J. Erlich   | -                         | -                        | -                         | -                       | -                       | -                   |
| 2009  | 2e tour (1/8) Sam Groth     | D. Cibulková J. Melzer | -                         | -                        | -                         | -                       | -                       | -                   |
| 2010  | 2e tour (1/8) Sam Groth     | F. Pennetta M. Melo    | -                         | -                        | -                         | -                       | -                       | -                   |
| 2011  | 1er tour (1/16) S. Groth    | S. Errani D. Marrero   | 1/2 finale T. Bellucci    | C. Dellacqua S. Lipsky   | 2e tour (1/16) J. Murray  | S. Mirza R. Bopanna     | 1/4 de finale B. Soares | G. Dulko E. Schwank |
| 2012  | 1/4 de finale B. Soares     | B. Mattek H. Tecău     | 1er tour (1/16) B. Soares | A. Rosolska A. Peya      | 2e tour (1/16) B. Soares  | A.-L. Grönefeld A. Peya | -                       | -                   |
| 2013  | Victoire M. Ebden           | L. Hradecká F. Čermák  | -                         | -                        | -                         | -                       | -                       | -                   |
| 2014  | 1/2 finale M. Ebden         | S. Mirza H. Tecău      | -                         | -                        | -                         | -                       | -                       | -                   |
| 2015  | 1er tour (1/16) M. Bhupathi | Chan H.-c. J. Murray   | -                         | -                        | 3e tour (1/8) N. Zimonjić | A. Medina R. Lindstedt  | -                       | -                   |

sous le résultat, le partenaire ; à droite, l’ultime équipe adverse.

## Parcours en «Premier Mandatory» et «Premier 5»
Découlant d'une réforme du circuit WTA inaugurée en 2009, les tournois WTA « Premier Mandatory » et « Premier 5 » constituent les catégories d'épreuves les plus prestigieuses, après les quatre levées du Grand Chelem.

### En simple dames
| Année |              | Premier Mandatory         | Premier Mandatory            | Premier Mandatory            | Premier Mandatory           |       | Premier 5 | Premier 5                    | Premier 5                    | Premier 5                  | Premier 5                   | Premier 5 | Premier 5                   |
| Année | Indian Wells | Miami                     | Madrid                       | Pékin                        |                             | Dubaï | Rome      | Canada                       | Cincinnati                   |                            | Tokyo                       |           |                             |
| Année | Indian Wells | Miami                     | Madrid                       | Pékin                        |                             | Doha  | Rome      | Canada                       | Cincinnati                   |                            | Wuhan                       |           |                             |
| Année | Indian Wells | Miami                     | Madrid                       | Pékin                        |                             |       | Rome      | Canada                       | Cincinnati                   |                            |                             |           |                             |
| 2010  |              |                           |                              |                              |                             |       |           |                              |                              | 2e tour (1/16) Li N.       |                             |           |                             |
| 2011  |              | 2e tour (1/32) S. Errani  | 3e tour (1/16) V. Zvonareva  | 3e tour (1/8) L. Šafářová    | 2e tour (1/16) C. Wozniacki |       |           | 2e tour (1/16) A. Kleybanova | 3e tour (1/8) Li N.          | 1er tour (1/32) N. Petrova | 1er tour (1/32) A. Petkovic |           | 2e tour (1/16) C. Wozniacki |
| 2012  |              | 3e tour (1/16) J. Hampton | 1er tour (1/64) K. Clijsters | 1er tour (1/32) Y. Wickmayer |                             |       |           | 1er tour (1/32) S. Cîrstea   | 1er tour (1/32) C. Scheepers |                            |                             |           |                             |
| 2014  |              |                           |                              |                              |                             |       |           |                              |                              |                            |                             |           | 2e tour (1/16) K. Flipkens  |
| 2015  |              | 1er tour (1/64) R. Vinci  |                              | 1er tour (1/32) C. Wozniacki |                             |       |           | 1er tour (1/32) G. Muguruza  | 2e tour (1/16) M. Sharapova  |                            |                             |           |                             |

Sous le résultat, l’ultime adversaire.

### En double dames
| Année                      | Premier Mandatory | Premier Mandatory          | Premier Mandatory  | Premier Mandatory    | Premier Mandatory | Premier Mandatory    | Premier Mandatory    | Premier Mandatory          | Premier 5         | Premier 5 | Premier 5 | Premier 5                 | Premier 5            | Premier 5               | Premier 5         | Premier 5                  | Premier 5            | Premier 5  | Premier 5 | Premier 5 | Premier 5 | Premier 5 |
| Année                      | Indian Wells      | Indian Wells               | Miami              | Miami                | Madrid            | Madrid               | Pékin                | Pékin                      | Dubaï             | Dubaï     | Doha      | Doha                      | Rome                 | Rome                    | Canada            | Canada                     | Cincinnati           | Cincinnati | Tokyo     | Tokyo     | Wuhan     | Wuhan     |
| -------------------------- | ----------------- | -------------------------- | ------------------ | -------------------- | ----------------- | -------------------- | -------------------- | -------------------------- | ----------------- | --------- | --------- | ------------------------- | -------------------- | ----------------------- | ----------------- | -------------------------- | -------------------- | ---------- | --------- | --------- | --------- | --------- |
| 2011                       |                   |                            |                    |                      |                   |                      |                      |                            |                   |           |           |                           |                      |                         |                   |                            |                      |            |           |           |           |           |
| —                          | —                 | —                          | —                  | —                    | —                 | 2e tour (1/8) Klepač | Hantuchová Radwańska | 1er tour (1/16) Zakopalová | Huber MJ Martínez |           |           | 1/2 finale Dulgheru       | Peng Shuai Zheng Jie | 1er tour (1/16) Petrova | Ivanović Petkovic | —                          | —                    | —          | —         |           |           |           |
| 2012                       |                   |                            |                    |                      |                   |                      |                      |                            |                   |           |           |                           |                      |                         |                   |                            |                      |            |           |           |           |           |
| 1/4 de finale Mattek-Sands | Huber Raymond     | 1er tour (1/16) Zakopalová | Llagostera Parra   | 1er tour (1/16) Peng | Makarova Vesnina  | —                    | —                    |                            |                   | —         | —         | 1er tour (1/16) Arvidsson | Dulko Suárez         | —                       | —                 | 1er tour (1/16) Zakopalová | Cibulková Hantuchová | —          | —         |           |           |           |
| 2013                       |                   |                            |                    |                      |                   |                      |                      |                            |                   |           |           |                           |                      |                         |                   |                            |                      |            |           |           |           |           |
| —                          | —                 | 2e tour (1/8) Lisicki      | Mattek-Sands Mirza | —                    | —                 | —                    | —                    |                            |                   | —         | —         | —                         | —                    | —                       | —                 | —                          | —                    | —          | —         |           |           |           |

N.B. : le nom de la partenaire se trouve sous le résultat ; le nom des ultimes adversaires se trouve à droite.

## Parcours aux Jeux olympiques

### En double dames
| # | Date       | Nom de l'olympiade             | Surface      | Résultat        | Partenaire          | Ultimes adversaires              | Score    |          |
| - | ---------- | ------------------------------ | ------------ | --------------- | ------------------- | -------------------------------- | -------- | -------- |
| 1 | 28/07/2012 | Olympic Tennis Event Wimbledon | Gazon (ext.) | 1er tour (1/16) | Anastasia Rodionova | Ekaterina Makarova Elena Vesnina | 6-1, 6-4 | Parcours |

## Parcours en Fed Cup
| #                                                                         | Date       | Lieu        | Surface      | Gagnante(s)                  | Perdante(s)                           | Score          |          |
|                                                                           |            |             |              |                              |                                       |                |          |
| 2003 - 1/4 de finale (groupe mondial) - Belgique - Slovaquie - 5 : 0      |            |             |              |                              |                                       |                |          |
| 1                                                                         | 19/07/2003 | Charleroi   | Dur (int.)   | Els Callens Caroline Maes    | Jarmila Gajdošová Ľubomíra Kurhajcová | 6-4, 7-5       | Parcours |
|                                                                           |            |             |              |                              |                                       |                |          |
| 2011 - 1/4 de finale (groupe mondial) - Australie - Italie - 1 : 4        |            |             |              |                              |                                       |                |          |
| 2                                                                         | 05/02/2011 | Hobart      | Dur (ext.)   | Jarmila Gajdošová            | Francesca Schiavone                   | 6-74, 6-3, 6-3 | Parcours |
| 2                                                                         | 05/02/2011 | Hobart      | Dur (ext.)   | Flavia Pennetta              | Jarmila Gajdošová                     | 6-3, 6-2       | Parcours |
|                                                                           |            |             |              |                              |                                       |                |          |
| 2011 - Barrage (groupe mondial I) - Australie - Ukraine - 2 : 3           |            |             |              |                              |                                       |                |          |
| 3                                                                         | 16/04/2011 | Melbourne   | Terre (ext.) | Jarmila Gajdošová            | Olga Savchuk                          | 6-1, 6-1       | Parcours |
| 3                                                                         | 16/04/2011 | Melbourne   | Terre (ext.) | Jarmila Gajdošová            | Lesia Tsurenko                        | 6-1, 6-3       | Parcours |
| 3                                                                         | 16/04/2011 | Melbourne   | Terre (ext.) | Olga Savchuk Lesia Tsurenko  | Jarmila Gajdošová Anastasia Rodionova | 0-6, 7-63, 6-3 | Parcours |
|                                                                           |            |             |              |                              |                                       |                |          |
| 2012 - 1er tour (groupe mondial II) - Suisse - Australie - 1 : 4          |            |             |              |                              |                                       |                |          |
| 4                                                                         | 04/02/2012 | Fribourg    | Terre (int.) | Stefanie Vögele              | Jarmila Gajdošová                     | 6-0, 6-78, 8-6 | Parcours |
| 4                                                                         | 04/02/2012 | Fribourg    | Terre (int.) | Jarmila Gajdošová            | Amra Sadiković                        | 6-3, 3-6, 8-6  | Parcours |
|                                                                           |            |             |              |                              |                                       |                |          |
| 2012 - Barrage (groupe mondial I) - Allemagne - Australie - 2 : 3         |            |             |              |                              |                                       |                |          |
| 5                                                                         | 21/04/2012 | Stuttgart   | Terre (int.) | Jarmila Gajdošová            | Julia Görges                          | 6-4, 6-4       | Parcours |
| 5                                                                         | 21/04/2012 | Stuttgart   | Terre (int.) | Julia Görges Andrea Petkovic | Casey Dellacqua Jarmila Gajdošová     | 6-3, 6-4       | Parcours |
|                                                                           |            |             |              |                              |                                       |                |          |
| 2013 - 1er tour (groupe mondial) - République tchèque - Australie - 4 : 0 |            |             |              |                              |                                       |                |          |
| 6                                                                         | 09/02/2013 | Ostrava     | Dur (int.)   | Petra Kvitová                | Jarmila Gajdošová                     | 7-62, 6-3      | Parcours |
| 6                                                                         | 09/02/2013 | Ostrava     | Dur (int.)   | Lucie Šafářová               | Jarmila Gajdošová                     | Non disputé    | Parcours |
|                                                                           |            |             |              |                              |                                       |                |          |
| 2013 - Barrage (groupe mondial I) - Suisse - Australie - 1 : 3            |            |             |              |                              |                                       |                |          |
| 7                                                                         | 20/04/2013 | Chiasso     | Terre (ext.) | Romina Oprandi               | Jarmila Gajdošová                     | 6-2, 6-3       | Parcours |
|                                                                           |            |             |              |                              |                                       |                |          |
| 2015 - 1er tour (groupe mondial) - Allemagne - Australie - 4 : 1          |            |             |              |                              |                                       |                |          |
| 8                                                                         | 07/02/2015 | Stuttgart   | Dur (int.)   | Jarmila Gajdošová            | Angelique Kerber                      | 4-6, 6-2, 6-4  | Parcours |
| 8                                                                         | 07/02/2015 | Stuttgart   | Dur (int.)   | Andrea Petkovic              | Jarmila Gajdošová                     | 6-3, 3-6, 8-6  | Parcours |
|                                                                           |            |             |              |                              |                                       |                |          |
| 2015 - Barrage (groupe mondial I) - Pays-Bas - Australie - 4 : 1          |            |             |              |                              |                                       |                |          |
| 9                                                                         | 18/04/2015 | Bois-le-Duc | Terre (int.) | Kiki Bertens                 | Jarmila Gajdošová                     | 6-1, 6-3       | Parcours |
| 9                                                                         | 18/04/2015 | Bois-le-Duc | Terre (int.) | Arantxa Rus                  | Jarmila Gajdošová                     | 0-6, 7-5, 7-5  | Parcours |

## Classements WTA

### Classements en simple en fin de saison
| Année | 2003 | 2004 | 2005 | 2006 | 2007 | 2008 | 2009 | 2010 | 2011 | 2012 | 2013 | 2014 | 2015 | 2016 |
| Rang  | 197  | 217  | 145  | 71   | 145  | 98   | 112  | 42   | 33   | 180  | 232  | 71   | 102  | 621  |

source : (en) « Classements de Jarmila Gajdošová », sur le site officiel du WTA Tour

### Classements en double en fin de saison
| Année | 2003 | 2004 | 2005 | 2006 | 2007 | 2008 | 2009 | 2010 | 2011 | 2012 | 2013 | 2014 | 2015 | 2016 |
| Rang  | 632  | -    | 303  | 69   | 70   | 314  | 449  | 173  | 41   | 42   | 234  | 41   | 140  | 254  |

source : (en) « Classements de Jarmila Gajdošová », sur le site officiel du WTA Tour